# Karen Tuttle
Karen Tuttle (née le 28 mars 1920 et morte le 16 décembre 2010) est une altiste et professeur d'alto américaine.

## Biographie
Elle est célèbre pour sa technique de coordination qui simplifie le jeu sur l'alto.[réf. nécessaire] Avant de devenir altiste, elle était violoniste, mais elle a changé son instrument parce qu'elle voulait travailler avec William Primrose. Elle a donné beaucoup de concerts. Elle a travaillé avec les quatuors à cordes Galimir, Gotham et Schneider. Elle était membre de l'American String Trio. Le Curtis Institute of Music lui a décerné un doctorat honorifique en 2005. Elle a enregistré une large littérature de musique de chambre avec American String Trio et avec Schneider Quartet.
Elle a enseigné à Peabody Conservatory of Music, Curtis Institute of Music, Mannes College et à la Juilliard School. Ses élèves célèbres sont Sheila Browne, Susan Dubois, Kim Kashkashian, Lawrence Power, etc. 
Chaque été, aux États-Unis il y a "Karen Tuttle Coordination Workshop".